# Ascidia kreagra
Ascidia kreagra är en sjöpungsart som beskrevs av Sluiter 1895. Ascidia kreagra ingår i släktet Ascidia och familjen Ascidiidae. Inga underarter finns listade i Catalogue of Life.